# Andrzej Klesyk
Andrzej Piotr Klesyk (ur. 10 kwietnia 1964 w Lublinie) – polski menedżer, w latach 2007–2015 i w 2025 prezes zarządu PZU.

## Życiorys
Jest absolwentem III Liceum Ogólnokształcącego im. Unii Lubelskiej w Lublinie (1983). Ukończył następnie ekonomię na Katolickim Uniwersytecie Lubelskim oraz studia MBA w Harvard Business School (jako jeden z pierwszych Polaków).
W latach 1989–1990 pracował w Ministerstwie Przekształceń Własnościowych, a następnie w różnych firmach w Stanach Zjednoczonych i Wielkiej Brytanii. Współtworzył Handlobank i Inteligo. W latach 1993–2000 pracował w firmie doradczej McKinsey & Company w Londynie, był też członkiem zarządu banku Bankgesellschaft Berlin (Polska) oraz partnerem w Boston Consulting Group.
Dwukrotnie wygrał konkurs na prezesa zarządu PKO BP, ale nie został powołany na to stanowisko. W 2007 objął funkcję prezesa zarządu PZU. W 2010 powołany przez premiera Donalda Tuska w skład Rady Gospodarczej przy prezesie Rady Ministrów. W grudniu 2015 zrezygnował z kierowania PZU. Został później partnerem zarządzającym w Cornerstone Investment Management.
Wszedł później w skład rady nadzorczej PZU, która w styczniu 2025 delegowała go do czasowego pełnienia funkcji prezesa zarządu spółki. W lipcu 2025 ponownie został prezesem zarządu PZU. W sierpniu 2025 odwołano go z tego stanowiska.

## Odznaczenia
W 2010, za wybitne zasługi w działalności na rzecz rozwoju rynku ubezpieczeniowego w Polsce, odznaczony został Krzyżem Kawalerskim Orderu Odrodzenia Polski, a w 2015, za wybitne zasługi w działalności na rzecz wspierania oraz promowania polskiej kultury i dziedzictwa narodowego, Krzyżem Oficerskim tego orderu.